# Ајсис Тејлор
Ајсис Тејлор (енгл. Isis Taylor; Сан Франциско, САД, 23. октобар 1989) америчка је порнографска глумица.

## Каријера
У порно-филму је први пут глумила 2008. године. Следеће године у новембру појавила се на насловној страни Хаслера. Била је изабрана за „љубимицу“ Пентхауса за месец септембар 2010.

## Награде и номинације
- 2010: ФАМЕ награда финале - Favorite New Starlet[3]
- 2010: АВН награда номинација – Best POV Sex Scene - Pound the Round POV[4]
- 2010: XRCO награда номинација – Cream Dream[5]
- 2010: XBIZ награда номинација – New Starlet of the Year[6]
- 2010: XFANZ награда победница – New Starlet of the Year[7]
- 2011: АВН награда номинација – Unsung Starlet of the Year[8]
- 2011: XBIZ награда номинација – Porn Star Site of the Year - IsisTaylorXXX.com[9]
- 2012: АВН награда номинација – Most Outrageous Sex Scene - Rocco's American Adventures[10]